# Alekséi Sháposhnikov
Alekséi Valerievich Sháposhnikov (en ruso: Алексей Валерьевич Шапошников; Moscú, Unión Soviética; 16 de junio de 1973) es un político ruso y presidente de la Duma de la Ciudad de Moscú.

## Biografía
Alekséi Valerievich Sháposhnikov fue diputado por el partido Rusia Unida en la Duma de la Ciudad de Moscú, desde 2005 hasta 2014.
Durante las elecciones a la 6.ª convocatoria de la Duma de la ciudad de Moscú, celebrada en septiembre de 2014, se postuló desde la rama de Moscú del partido Rusia Unida, y ganó las elecciones en su distrito electoral de mandato único N.º 12. El 24 de septiembre, en la primera reunión de los diputados de la sexta convocatoria de la Duma, se adoptó una resolución "Sobre la elección del presidente de la Duma de la ciudad de Moscú", y Sháposhnikov fue elegido para este puesto (de acuerdo con las regulaciones, dirigirá el trabajo del Consejo durante todo el plazo de vigencia de sus poderes). En su discurso posterior a su elección como presidente, prometió que se alentará a la Duma de la ciudad de Moscú a debatir sobre diferentes fuerzas políticas, y se escuchará a representantes de todas las facciones.

## Controversia
El 26 de diciembre de 2018, la diputada Elena Shuvalova, durante la reunión de la Duma de la ciudad de Moscú, notó que el sistema de votación había registrado incorrectamente los votos de los diputados. La diputada Shuvalova señaló que había 36 votos registrados en el sistema, mientras que solo podía contar 26 diputados en la sala. En respuesta a su solicitud de contar a los diputados, el presidente Sháposhnikov señaló que existe un "sistema que cuenta a los diputados en la sala" y "él confía plenamente en él". En respuesta a estas quejas sobre el funcionamiento del sistema, señaló que este apoya plenamente el trabajo legislativo de la Duma. La grabación de video oficial proporcionada por la Duma de la ciudad no mostró a los 10 diputados faltantes.